# その男、運命につき
『その男、運命につき』（そのおとこ、うんめいにつき）は、北川みゆきによる日本の漫画。隔月刊誌『姉系プチコミック』（小学館）にて2014年9月号から連載されていた。全6巻。

## あらすじ
不動産会社の地味なOL・尾形栞は、副業で「新宿のアンジュ」と呼ばれる、良く当たると評判の占い師をしていた。営業部にイケメンで営業成績トップの松平健（まつひら たける）が海外支社から転勤してきて、女子社員がざわめくが、栞は全く興味がなかった。その夜、いつものようにアンジュとして仕事をしていると、松平が現れ、大金を出して、連れてくる客が戸建てを買うよう仕向けろと言ってくる。まさか正体がばれたのかと驚くが、そうではないようで、平常心を保って占いを始める。実は栞は中学生の頃に、小さな転校する親友に嘘の占い結果を言ってしまったことをずっと後悔しており、二度と嘘はつかないと決めていた。たとえ大金を払われようとその意志を曲げまいと、今は家を買う時期ではないと正直な結果を伝える。翌日、松平は自分の美貌に興味を示さない人間が1日に2人もいるはずがないというとんでもない理由で、栞＝アンジュだと確信したと伝え、それをネタに栞を脅し、営業部に異動させ、自分の仕事を手伝わせる。

## 登場人物
尾形 栞（おがた しおり）
三星不動産総務部事務 → 営業部。29歳。理想のタイプは暴れん坊将軍。毎日定時に上がって付き合いが悪いと言われているが、実は変装して新宿で占い師「アンジュ」として副業をしている。
入社1年目に、親の手術費を捻出するために、過去にかじったことのある手相占いを始めた。
松平 健（まつひら たける）
海外支社から本社営業部に配属。営業成績は入社10年間トップで、態度も大きいため、あだ名は「将軍」。栞の正体に気が付き、副業を見逃す代わりに仕事のサポート係を命じる（別の女性社員を選ぶと女性同士の諍いの懸念があるため、配属初日から松平に興味を示ず、「圏外の女」と呼ばれる栞を選んだ）。
配属初日に、資料室で女性とセックスしているところを見た栞は心の中で「クズ将軍」と呼んでいる。手相にドS線と鬼畜線とエロぼくろがある。
恋人を作るつもりはなく、後腐れなくセックスできる女を好む。
ヒロコ
栞の父親。本名は尾形浩二郎。新宿2丁目でママをしている。

## 書誌情報
- 北川みゆき 『その男、運命につき』 小学館〈フラワーコミックスα〉 全6巻
  1. 2015年6月10日発売、ISBN 978-4-09-137103-4
  2. 2016年6月10日発売、ISBN 978-4-09-138418-8
  3. 2017年2月10日発売、ISBN 978-4-09-139229-9
  4. 2017年8月10日発売、ISBN 978-4-09-139436-1
  5. 2018年6月8日発売、ISBN 978-4-09-870072-1
  6. 2019年4月10日発売、ISBN 978-4-09-870456-9